# 索尼α33
索尼 α33是索尼公司于2010年8月24号发布的一款入门级SLT相機，同时是世界上第一款采用半透反光镜（Single Lens Translucent）的数码相机，与α55同时发布。
该机拥有1420万有效像素的APS-C传感器，电子取景器为0.45英寸144万像素（有效像素為115万像素），并配备有可作90度上下调整的92万像素的3.0英寸显示屏。作为一款入门相机，并未配备有肩屏。